# گوستاو رادبروخ
گوستاو رادبروخ (انگلیسی: Gustav Radbruch؛ ۲۱ نوامبر ۱۸۷۸ – ۲۳ نوامبر ۱۹۴۹) حقوقدان و سیاست‌مدار اهل آلمان بود. او در اوایل دوران جمهوری وایمار، وزیر دادگستری آلمان بود. رادبروخ یکی از اثرگذارترین چهره‌های قرن بیستم در زمینهٔ فلسفه حقوق محسوب می‌شود.

## زندگی
رادبروخ در شهر لوبک آلمان متولد شد و در شهرهای مونیخ، لایپزیگ و برلین در رشتهٔ حقوق تحصیل کرد. او در سال ۱۹۰۱ در آزمون وکالت ("Staatsexamen") پذیرفته شد و یک سال بعد دکترای خود را دریافت کرد. 
او در سال ۱۹۰۳ برای تدریس حقوق کیفری وارد دانشگاه هایدلبرگ شد و در سال  ۱۹۰۴ به عنوان استاد رشتهٔ حقوق کیفری و فلسفهٔ حقوق در این دانشگاه منصوب شد. در سال ۱۹۱۴، رادبروخ دعوت دانشگاه کونیگسبرگ برای تدریس را پذیرفت و در اواخر همان سال در دانشگاه کیل هم استاد شد.
رادبروخ عضو حزب سوسیال دموکرات آلمان بود و از ۱۹۲۰ تا ۱۹۲۴ جزو نمایندگان رایشس‌تاگ بود. او در کابینه‌های یوزف ویرت و گوستاف اشترزمان، وزیر دادگستری بود. در دوران وزارت او چند قانون مهم به اجرا گذاشته شد از جمله قوانینی که دسترسی زنان به سیستم دادگستری را ممکن می‌کرد و همچنین قانون حفاظت از جمهوری که پس از ترور والتر راتناو اجرا شد.
در سال ۱۹۲۶، رادبروخ دعوت مجدد دانشگاه هایدلبرگ برای تدریس را قبول کرد و درس‌گفتار افتتاحیهٔ خود را با عنوان «تصویر حقوق از انسان» (Der Mensch im Recht) در مقام استاد جدید حقوق کیفری در ۱۳ نوامبر ۱۹۲۶ ادا کرد.
پس از به قدرت رسیدن حزب نازی در ژانویهٔ ۱۹۳۳، رادبروخ را به علت فعالیت در حزب سوسیال‌‌ دموکرات سابق، از دانشگاه اخراج کردند. او سال‌های ۱۹۳۶-۱۹۳۵ را در یونیورسیتی کالج آکسفورد گذراند. رادبروخ در این دوران کتاب مهمی به نام «روح قانون انگلیس» (Der Geist des englischen Rechts) را نوشت هرچند که امکان چاپ آن تا سال ۱۹۴۵ فراهم نشد. طی دوران رژیم نازی، رادبروخ عمدتاً به کارهای فرهنگی و تاریخی پرداخت.
بلافاصله پس از پایان جنگ جهانی دوم در سال ۱۹۴۵، رادبروخ تدریس را از سر گرفت اما پیش از آنکه بتواند نسخهٔ به‌روزشدهٔ کتاب درسی‌اش در زمینهٔ فلسفهٔ حقوق را تکمیل کند، در سال ۱۹۴۹ درگذشت.
در سپتامبر ۱۹۴۵، رادبروخ مقالهٔ کوتاهی با عنوان «پنج دقیقه فلسفهٔ حقوق» (Fünf Minuten Rechtsphilosophie) را منتشر کرد که در شکل‌دادن به فلسفهٔ حقوق ارزش‌محور (Wertungsjurisprudenz) که پس از جنگ جهانی دوم به عنوان واکنشی علیه اثبات‌گرایی حقوقی به کار بسته شد بسیار موثر بود.